# Viimsi
Viimsi è un comune rurale dell'Estonia settentrionale, nella contea di Harjumaa. Il centro amministrativo del comune è l'omonimo borgo (in estone alevik).

## Geografia fisica
Il comune, parte dell'area metropolitana di Tallinn, comprende la penisola di Viimsi e alcune piccole isole del Golfo di Finlandia: Naissaare, Prangli, Aksi, Tiirloodi, Keri, Kräsuli, Seinakari, Kumbli e Pandju.

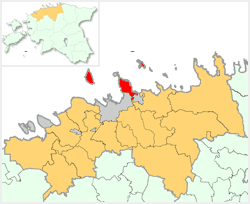
Il territorio comunale di Viimsi

## Località
Oltre al capoluogo, il comune comprende un altro borgo, Haabneeme, e 15 località (in estone küla):
- Äigrumäe
- Idaotsa
- Kelnase
- Kelvingi
- Laiaküla
- Leppneeme
- Lubja
- Lääneotsa
- Metsakasti
- Miiduranna
- Muuga
- Naissaare
- Pringi
- Pärnamäe
- Püünsi
- Randvere
- Rohuneeme
- Tammneeme